# Jan Kooi

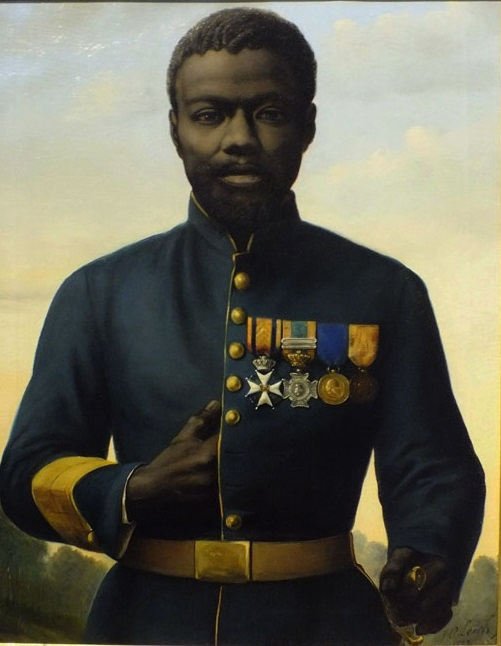
Jan Kooi geschilderd door J.C. Leich

Jan Kooi (circa 1840 – na 1884) was een korporaal van het Koninklijk Nederlandsch-Indisch Leger (KNIL), afkomstig uit Ghana. Zijn naam wordt soms ook geschreven als Jan Kooij. Hij sprak zeer goed Nederlands en heeft ook een tijd in Nederland gewoond.

## Levensloop
Kooi is vermoedelijk ergens in de buurt van Elmina geboren, waar het KNIL hem rekruteerde. Er zijn geen gegevens over zijn geboorte- / overlijdensdatum bekend en waarschijnlijk is zijn (Nederlandse) naam bij aanwerving aan hem gegeven. 
In 1878 werd Kooi per koninklijk besluit benoemd tot ridder 4e klasse in de Militaire Willems-Orde vanwege zijn prestaties gedurende een krijgstocht in 1877 in Atjeh (zie verder Atjehoorlog). Hij verdiende in zijn loopbaan verder nog een Eervolle Vermelding, de Atjeh-medaille 1873-1874 en het Ereteken voor Belangrijke Krijgsbedrijven. Kooi redde het leven van een zekere kapitein Baum in Atjeh in 1878 door twee Atjehers te doden, waarbij hij zelf gewond raakte. Voorts vernagelde hij tien vijandelijke kanonnen en korte tijd later redde hij tijdens een gevecht met de vijand het leven van een luitenant. Hiervoor ontving hij een beloning van 100 gulden. In 1879 wist hij, samen met twee andere Afrikaanse militairen, een aanval op een konvooi af te slaan.
Na zijn diensttijd zou Kooi in 1883 via Nederland terugkeren naar Elmina.

## Portret
Kooi is tegenwoordig vooral bekend om het portret dat Johan Conrad Leich in 1882 van hem schilderde toen hij in het Koloniaal Werfdepot te Harderwijk wachtte tot hij naar Elmina kon terugkeren. Trots draagt hij zijn vier Nederlandse dienstmedailles, waarvan de meest linkse is, Ridder van de Vierde Klasse van de Militaire Willems-Orde, die hij in 1878 ontving voor zijn dienst in de Tweede Atjeh-expeditie, onderdeel van de Atjeh-oorlog. Het portret bleef in het bezit van Leich, die het schonk aan Museum Bronbeek. 
Kooi's collega's werden destijds ook geschilderd door andere Nederlandse schilders, met name Kees Pop die datzelfde jaar door Isaac Israels werd geschilderd., Eveneens als Kooi wachtte Pop tot hij naar Elmina kon terugkeren.